# Megalomya emeishanensis
Megalomya emeishanensis là một loài tò vò trong họ Ichneumonidae.